# Gefecht bei Rothenthurm
Lengnau · Grenchen · Ruhsel · Büren · Col de la Croix · St. Niklaus · Fraubrunnen · Neuenegg · Grauholz · Hägglingen · Wollerau · Stucketen-Chäppeli · Schindellegi · Rothenthurm · Morgarten · Pfyn I · Nidwalden · Pfyn II
Das Gefecht bei Rothenthurm fand am 2. Mai 1798 statt. Es war eine militärische Auseinandersetzung zwischen dem Land Schwyz und Truppen der Französischen Republik. Letztere intervenierten auf Ersuchen der Helvetischen Republik, gegen die sich die Schwyzer erhoben hatten.

## Vorgeschichte
Nachdem ihre Glarner Verbündeten am 30. April im Gefecht bei Wollerau besiegt worden waren, bezogen die Schwyzer Verteidigungsstellungen bei Schindellegi. Als ihr Kommandant Major Balthasar Bellmont nach Rothenturm aufbrechen wollte, um dort an einem Kriegsrat teilzunehmen, wurde er von den eigenen Leuten ermordet, die ihn der Feigheit, ja des Verrats verdächtigten.
So standen die Schwyzer ohne Führung da, als am 1. Mai das Gefecht bei Schindellegi entbrannte. Trotzdem gelang es ihnen, die Franzosen zurückzuschlagen. In diesem Moment traf Landeshauptmann Alois von Reding ein und befahl den Truppen den Rückzug. Denn inzwischen war Einsiedeln kampflos preisgegeben worden, und die schwachen Haufen auf dem Jostenberg begannen der Übermacht zu weichen. Die Verteidiger von Schindellegi standen also in Gefahr, abgeschnitten oder gar eingekesselt zu werden. Auf dem Rückmarsch zerstörten sie die Brücke über die Sihl. Dann zogen sie sich in die Wälder bei Rothenthurm zurück.

## Verlauf
Gleichentags – am 2. Mai – erwarteten die durch ein zweites Bataillon und den Landsturm verstärkten Schwyzer unter Alois von Reding die Franzosen unter Generaladjutant Philibert Fressinet auf der Altmatt. Im Gefecht bei Rothenthurm gelang es ihnen, die zahlenmässig überlegenen Franzosen zu besiegen. Reding führte seine Männer mit den Worten: Wir fliehen nicht, wir sterben.

## Folgen
Trotz ihrer Erfolge standen die Schwyzer auf verlorenem Posten. Sie waren kriegsmüde, die Franzosen, ungeachtet grosser Verluste, übermächtig. In dieser verzweifelten Lage riet von Reding zum Frieden. Zwar wurde am 3. Mai bei Arth noch gekämpft, doch am 4. Mai beschloss die Landsgemeinde die Kapitulation und die Annahme der Helvetischen Verfassung.

## Verluste
Alle Gefechte des Frühjahrs 1798 zusammengerechnet, betrugen die Verluste der Schwyzer und ihrer Untertanen laut von den Pfarrern erstellten Namenlisten 172 Tote und 133 Verwundete. Die Zuger sollen 30 Tote und 25 Verwundete, die Glarner 28 Tote und 30 Verwundete, die Urner 6 Tote und 7 Verwundete beklagt haben.

## Gedenkschiessen
Seit 1948 organisiert der Feldschützenverein Rothenthurm jährlich ein historisches Schiessen zum Andenken an das Gefecht bei Rothenthurm. In der Pfarrkirche Rothenthurm wird ein Gedenkgottesdienst zum Gedächtnis an die Gefallenen abgehalten.